# West Unity
West Unity és una vila dels Estats Units a l'estat d'Ohio. Segons el cens del 2000 tenia 1.790 habitants.

## Demografia
Segons el cens del 2000, West Unity tenia 1.790 habitants, 733 habitatges, i 477 famílies. La densitat de població era de 671 habitants per km².
Dels 733 habitatges en un 34,1% hi vivien nens de menys de 18 anys, en un 51,2% hi vivien parelles casades, en un 10,4% dones solteres, i en un 34,8% no eren unitats familiars. En el 30,8% dels habitatges hi vivien persones soles el 13% de les quals corresponia a persones de 65 anys o més que vivien soles. El nombre mitjà de persones vivint en cada habitatge era de 2,43 i el nombre mitjà de persones que vivien en cada família era de 3,04.
Per edats la població es repartia de la següent manera: un 28,6% tenia menys de 18 anys, un 10,2% entre 18 i 24, un 28,8% entre 25 i 44, un 19,2% de 45 a 60 i un 13,2% 65 anys o més.
L'edat mediana era de 34 anys. Per cada 100 dones de 18 o més anys hi havia 90,7 homes.
La renda mediana per habitatge era de 35.250 $ i la renda mediana per família de 42.455 $. Els homes tenien una renda mediana de 31.934 $ mentre que les dones 21.058 $. La renda per capita de la població era de 16.950 $. Aproximadament el 6,2% de les famílies i el 8% de la població estaven per davall del llindar de pobresa.

## Poblacions properes
El següent diagrama mostra les poblacions més properes.